# Die Blumen des Bösen – Aku no Hana
Die Blumen des Bösen – Aku no Hana (jap. 惡の華 Aku no Hana) ist eine Manga-Serie von Shūzō Oshimi, die in Japan von 2009 bis 2014 erschien. Das Psychodrama wurde in mehrere Sprachen übersetzt und als Anime-Fernsehserie sowie als Realfilm umgesetzt.

## Inhalt
Der Bücherwurm Takao Kasuga ist in seine Mitschülerin, die schöne Nanako Saeki, verliebt. Doch hat er keine Hoffnung, dass seine Liebe erwidert wird, und seine Klassenkameraden verspotten ihn. Als sie ihm sein Buch Die Blumen des Bösen wegnehmen, muss er abends erneut in die Schule und es holen. Dabei bemerkt er Nanakos Turnbeutel, den sie vergessen hat, und nimmt ihn mit. Doch am nächsten Tag spricht die ganze Schule vom Diebstahl des Beutels und Nanako nennt den Dieb einen Perversen. So traut Takao sich nicht, die Tasche zurückzugeben. Auf dem Heimweg wird er von Sawa Nakamura angesprochen. Sie hat gesehen, wie er Nanakos Sachen mitgenommen hat und erpresst ihn nun mit ihrem Wissen, damit er all ihre Befehle ausführt.

## Veröffentlichung
Die Serie erschien von September 2009 bis Mai 2014 im Magazin Bessatsu Shōnen Magazine beim Verlag Kodansha. Dieser brachte die Kapitel auch gesammelt in elf Bänden heraus.
Eine deutsche Fassung erschien von November 2021 bis Juli 2022 vollständig bei Manga Cult, übersetzt von Martin Gericke. Auf Englisch erschien der Manga bei Vertical, auf Französisch bei Éditions Ki-oon, Spanisch bei Kamite Comics und Norma Editorial, Italienisch bei Planet Manga und Chinesisch bei Tong Li Publishing.

## Animeserie
Eine Adaption des Mangas als Animeserie für das japanische Fernsehen entstand bei Studio Zexcs unter der Regie von Hiroshi Nagahama. Hauptautor war Aki Itami, das Charakterdesign entwarf Shuichi Shimamura und die künstlerische Leitung lag bei Kentaro Akiyama. Die Tonarbeiten leitete Kazuya Tanaka und für die Kameraführung war Yoshihisa Oyama verantwortlich. Als Produzenten fungierten Gou Nakanishi, Kensuke Tateishi und Tomoko Kawasaki. Bei den Animationen wurde nicht auf die übliche Umsetzung in Art einer Cel-Animation, sondern auf Rotoskopie gesetzt. So wurden die Szenen zunächst mit Schauspielern gefilmt, was dann als Vorlage für die Animationen diente.
Die 13 je 25 Minuten langen Folgen wurden vom 5. April bis 29. Juni 2013 in Japan ausgestrahlt. Eine deutsche Fassung erschien 2015 bei Kazé auf DVD und wurde beim Streaming-Dienst Anime on Demand zugänglich gemacht. Darüber hinaus erschienen englische, spanische und portugiesische Synchronfassungen sowohl auf Kaufmedien als auch bei diversen Streamingdiensten.

### Synchronisation
Die deutsche Synchronfassung entstand bei G&G Tonstudios unter der Regie von Jörn Friese, der auch das Dialogbuch schrieb.
| Rolle           | Japanische Stimme (Seiyū) | Deutsche Stimme  |
| --------------- | ------------------------- | ---------------- |
| Nanako Saeki    | Yōko Hikasa               | Ela Paul         |
| Sawa Nakamura   | Mariya Ise                | Jana Kilka       |
| Takao Kasuga    | Shinichiroh Ueda          | Tom Raczko       |
| Masakazu Yamada | Katsutoshi Matsuzaki      | David M. Schulze |
| Ai Kinoshita    | Ayako Uemura              | Jülide Gülgec    |
| Mayu Miyake     | Sayuri Hara               | Nadja Godzina    |
| Ken Kojima      | Shinya Hamazoe            | Patrick Mölleken |

### Musik
Die Musik der Fernsehserie wurde komponiert von Hideyuki Fukasawa. Der Vorspann wurde unterlegt mit den Liedern:
- Aku no Hana -Kasuga Takao- (惡の華 -春日高男-)
- Aku no Hana -Nakamura Sawa- (惡の華 -仲村佐和-)
- Aku no Hana -Saeki Nanako- (惡の華 -佐伯奈々子-)
- Aku no Hana -Gunma Ken Kiryu Shi- (惡の華 -群馬県桐生市-)

allesamt gesungen von Uchujin. Die Abspanntitel sind:
- Hana - a last flower - (花 -ａ ｌａｓｔ ｆｌｏｗｅｒ-)
- Hana - a last flower - Ver.Z (花 - ａ ｌａｓｔ ｆｌｏｗｅｒ - Ｖｅｒ.Ｚ)
- Hana (花)
- Hana - a last flower - Ver.X (花 - ａ ｌａｓｔ ｆｌｏｗｅｒ - Ｖｅｒ.Ｘ)

wiederum alle von ASA-CHANG und Junray interpretiert.

## Film
Am 27. September 2019 kam in Japan ein Realfilm zum Manga in die Kinos. Bei der Produktion führte Noboru Iguchi Regie, das Drehbuch schrieb Mari Okada und die Musik komponierte Yasuhiko Fukuda.

## Rezeption
Die Sammelbände des Mangas gelangten mehrfach in die japanischen Verkaufscharts. Zuerst gelang dies Band sieben im Jahr 2012 mit über 40.000 Verkäufen innerhalb von zwei Wochen. Der nächste Band erreichte im gleichen Zeitraum fast 90.000 verkaufte Exemplare und die weiteren fast 100.000, ehe der im Juni 2014 erschienene elfte und letzte Band sich schließlich 106.000 Mal in zwei Wochen verkaufte.
Die AnimaniA nennt den Anime einen „charakterlich fein ausgearbeiteten Psychothriller“ und eine „düstere wie poetische Geschichte über die Abgründe der menschlichen Seele“. Die Umsetzung mit Rotoskopie führe zu einem ungewöhnlichen, leicht flirrenden Look der Bilder.